# NGC 5291
NGC 5291 هو نظام تفاعل مجري في كوكبة قنطورس. النظام محاط بحلقة اصطدامية تحتوي على مجرة قزمة بها نجوم يافعة وأخرى لا تزال تحت الإنشاء وقد تم اكتشاف مادة مظلمة في تلك المنطقة.

## وصلات خارجية
- صفحة NGC 5291 على مقراب سبيتزر الفضائي.
- معلومات مفصلة عن NGC 5291
- رابط NGC 5291